# フレキシブルコンテナバッグ

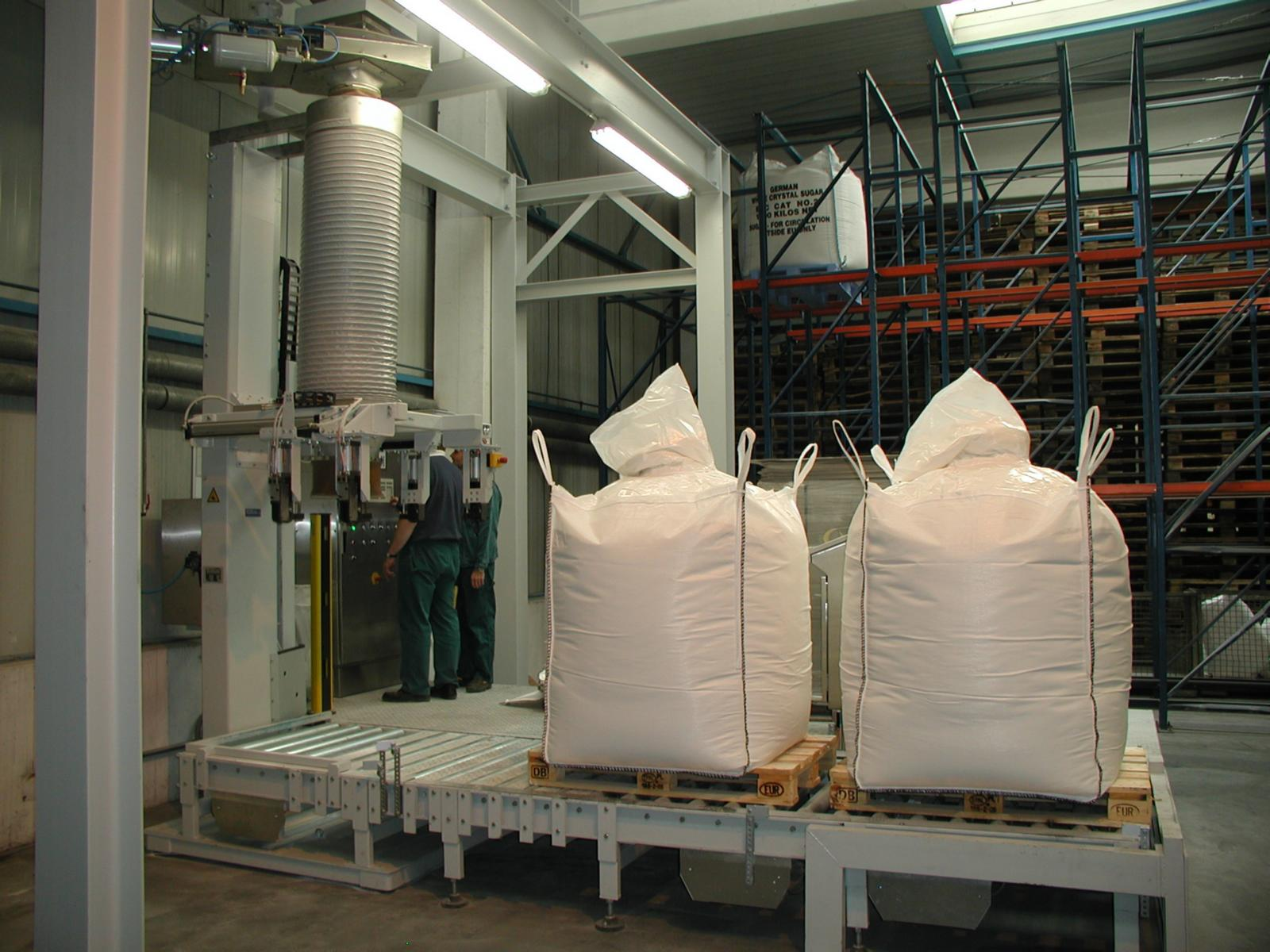
原料が入ったフレキシブルコンテナバッグ

フレキシブルコンテナバッグ (和製英語：Flexible Container Bag 英語：Flexible intermediate bulk container, FIBC) は、粉末や粒状物の荷物を保管・運搬するための袋状の包材のことである。略して「フレコンバッグ」「フレコン」「コンテナバッグ」などとも呼ばれる。1トン程度の重量物を充填できる容積・強度のものが主流であることから「トン袋」「トンバッグ」「トンパック」などとも呼ばれる。英語ではフレキシブル・インターミディエイト・バルク・コンテナ（FIBC）が正式名称となるが、ジャンボ、バルクバッグ、スーパーサック、ビッグバッグなど様々な名称で呼ばれている。

## 概要

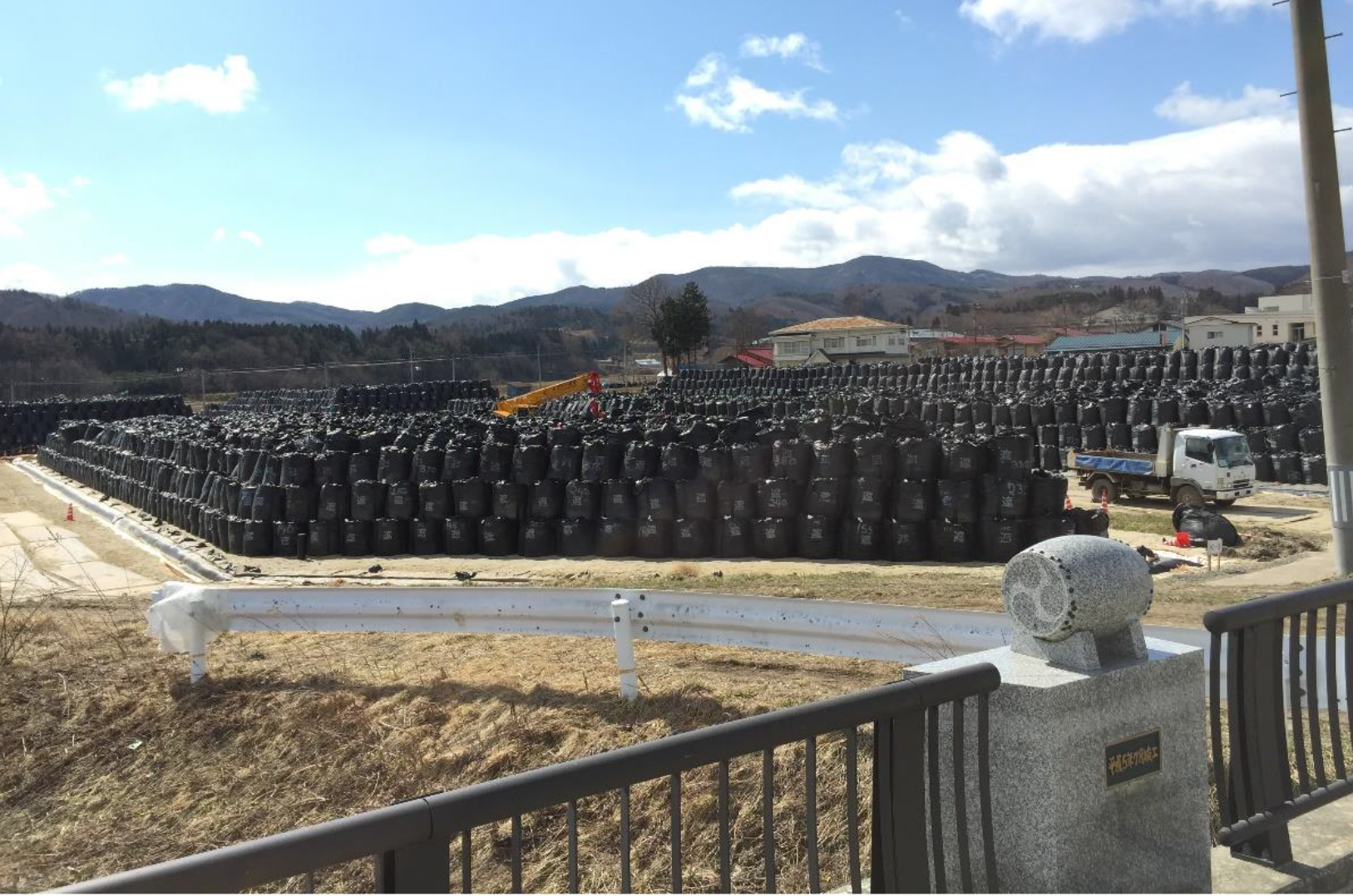
福島県飯舘村の仮置き場に積まれたフレキシブルコンテナバッグ

ポリエチレン (PE) やポリプロピレン (PP) などの丈夫な化学繊維により、製造された袋。穀物や飼料、土砂などの粉状物質の梱包・輸送に適している。バッグ全体を支える丈夫な吊りベルトの長いループ部が上部に付いており、フォークリフトやクレーンなどで吊って持ち上げることができる。
バッグは軽量であるうえ、使用後は折りたたみが容易であり、省スペースとなっている。また、耐荷重1トン程度の強度を持ち、価格も安価であることから、幅広い分野で使用される。
原料の運搬だけでなく、災害時の土嚢としての使用や日本では福島第一原子力発電所事故によって汚染された地域の除染活動に使用され、福島県内各地の仮置き場に山積みされた。

## 歴史

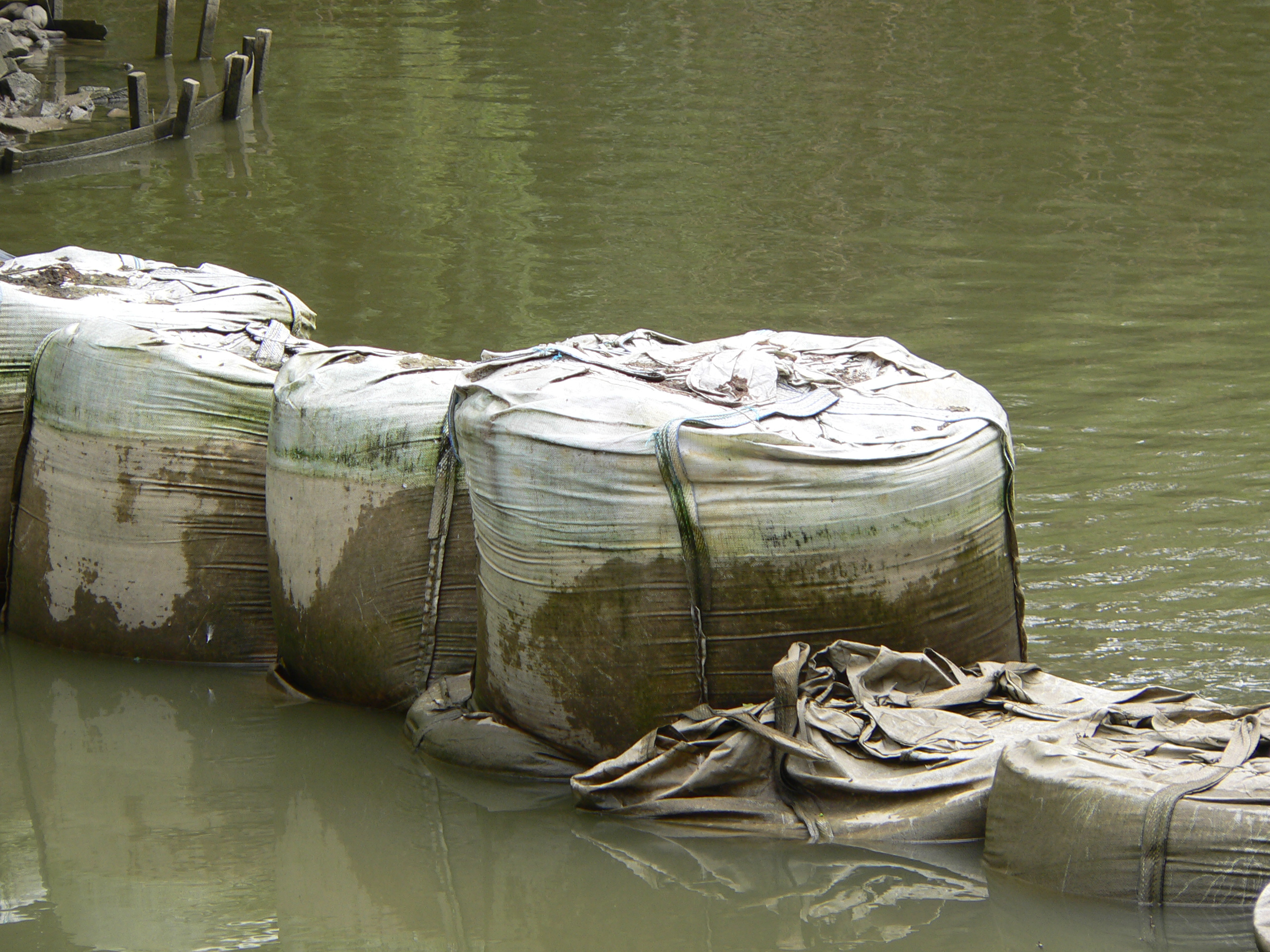
土嚢としての利用例

正確な使用年代は明らかになっていないが、少なくとも1940年代に登場した。最初期はポリ塩化ビニル (PVC) とゴムから作られ、カーボンブラックの輸送に使用されていた。しかし、非常に重量が大きいうえに高価だったため、1960年代から1970年代にかけてはPPを使用して縫製した、後世において一般的に使われる原型のものが作られた。
1970年代半ばに起こった石油危機による中東での大規模建設事業でセメント需要が高まり、ヨーロッパ地方から大量のセメントを運ぶ際にフレコンバッグを使って出荷された。この時、フレコンでの流通が確立したと言われる。
現在では幅広い産業でフレコンバッグが使われており、毎年40億トン以上の製品を輸送している。

## 構造と特徴

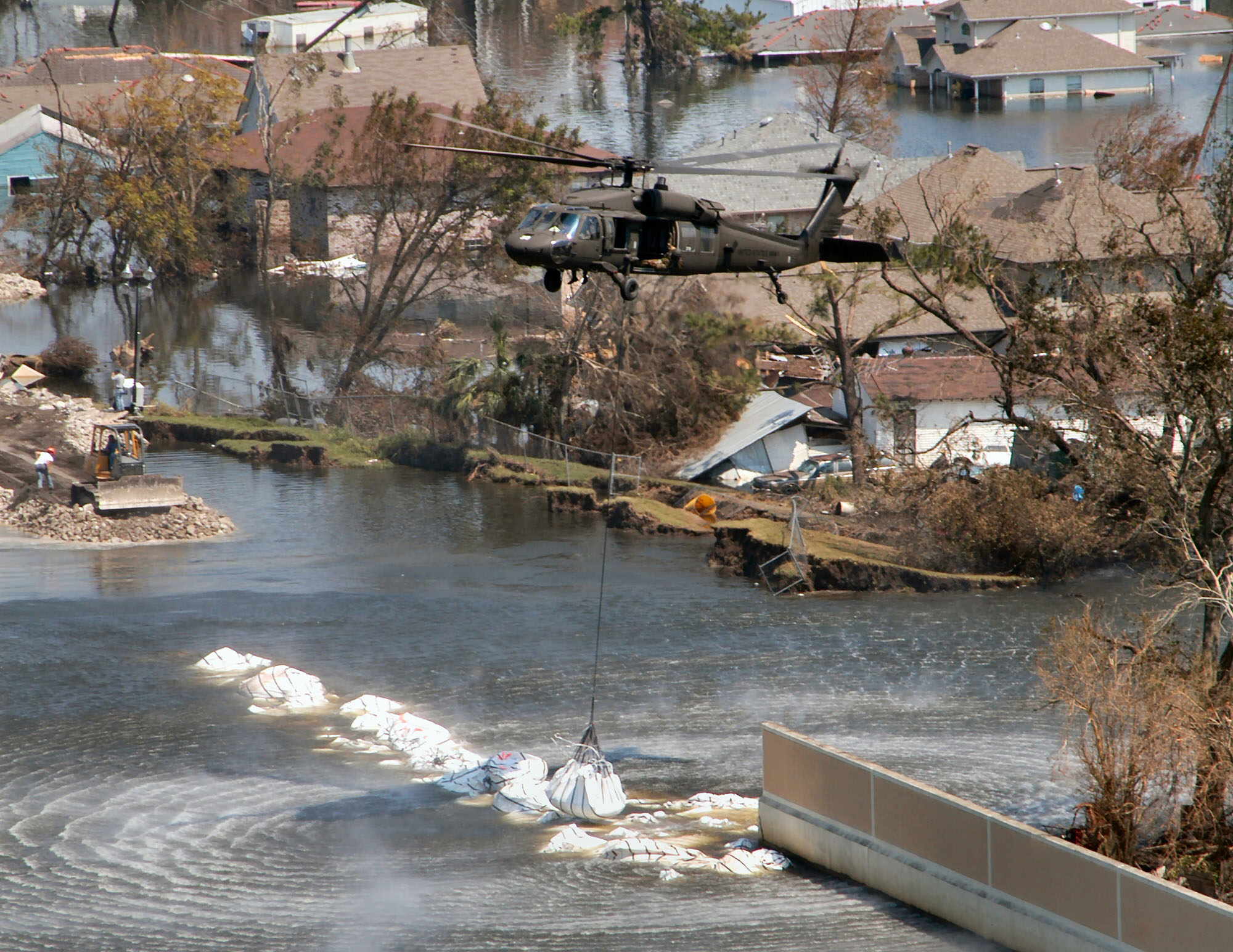
テキサス陸軍州兵のUH-60 ブラックホークによりハリケーン・カトリーナで崩壊した護岸に応急措置として設置されるフレキシブルコンテナバッグ

製品・用途によって異なるが、大別して本体、投入口、排出口、吊り部などによって構成されているものが多い。
本体
PEやPPなどの丈夫な化学繊維で織られており、継ぎ目のないものと、複数の素材をつなぎ合わせたものがあるほか、バッグ内にビニール状の袋が存在するものもある。内袋部分はポリエチレンフィルムが一般的だが、アルミフィルムを使用したものもある。
投入口
上部の開口部。スリットか筒状である。充填はここで行い、マチ部分によって開口部を閉じることが可能である。
排出口
底部が開くタイプの開閉可能な開口部。内容物を排出する。
吊り部
ロープやベルトなどをつなげ、コンテナを吊り上げる支点となる部分。本体側面および本体下面に取り付けられる。

## 規格
日本産業規格（JIS規格）Z1651:2017により、定められている。
- コンテナの形状は円筒形または方形。
- コンテナの寸法は受け渡し当事者間の協定による（一般的容量は1立方メートル）。
- コンテナ容積は3,000リットル以下とし、最大充填質量は3,000キログラムとする。

国際規格は「ISO 21898:2004，Packaging−Flexible intermediate bulk containers (FIBCs) for non-dangerous goods」として定められており、これを国内規格とした「JIS Z 1651:2008」が日本のJIS規格として採用されている。

## コンテナの種類
ランニングI形
繰り返し充填・排出が行えるように設計され、修理の際に母材強度と同等の引っ張り強さを満足させるコンテナ。
ランニングJ形
繰り返し充填・排出が行えるように設計され、耐候性および防水性に優れた修理可能なコンテナ。修理した場合、それらの性能を保持するように設計したコンテナ。
クロススタンダード形
充填・排出回数を数回または1年を限度として使用するように設計したコンテナ。この形式のものは修理することができない。
クロスシングル形
充填を1回しか行わないことを意図して設計したコンテナ。

## 国内メーカー
- 株式会社光洋
- 堀富商工株式会社
- 有限会社盛和
- 株式会社シロ産業
- 王子製袋株式会社
- 日豊製袋工業株式会社
- シバタ工業株式会社
- 株式会社ウインテックス
- 株式会社K,sインターナショナル
- 株式会社JFT

## その他
周囲を金属製のケージに囲まれ、折り畳み式の四角筒形状のコンテナは「ヘスコ防壁」と呼ばれ、主に戦場の陣地構築など軍事用途に用いられている。